# Истим путем се не враћај
Истим путем се не враћај је југословенски филм први пут приказан 22. новембра 1965. године. Режирао га је Јоже Бабич, а сценарио су написали Бранко Плеша и Giorgio Sestan.

## Улоге
| Глумац            | Улога                      |
| ----------------- | -------------------------- |
| Давор Антолић     | Мачор                      |
| Љубиша Самарџић   | Абдул                      |
| Јоже Зупан        | Алија                      |
| Миха Балох        | Ахмет                      |
| Миранда Цахарија  | Ленка                      |
| Весна Крајина     | Ајша                       |
| Петре Прличко     | Кирил                      |
| Симо Илиев        | Крсте                      |
| Душан Јанићијевић | Тарзан                     |
| Хусеин Чокић      | Мистер                     |
| Славко Саје       |                            |
| Андреј Курент     |                            |
| Мила Качић        | Ленкина мајка              |
| Јанез Рохачек     |                            |
| Јанез Шкоф        | Шеф грађевинског предузећа |
| Златко Шугман     |                            |
| Радко Полич       |                            |
| Јанез Ержен       |                            |
| Даре Улага        |                            |

Остале улоге  ▼
| Глумац           | Улога |
| ---------------- | ----- |
| Соња Стопар      |       |
| Милан Калан      |       |
| Лојзе Милич      |       |
| Анка Зупанц      |       |
| Франц Урсич      |       |
| Мирко Богатај    |       |
| Божо Вовк        |       |
| Душан Јовановић  |       |
| Славка Раздевшек |       |
| Макс Фуријан     |       |
| Габриела Рихтер  |       |
| Данило Турк      |       |
| Лучка Дролц      |       |
| Марко Симчић     |       |
| Драгица Кокот    |       |
| Силва Бергант    |       |